# Каризо Хил (Тексас)
Каризо Хил (енгл. Carrizo Hill) насељено је место без административног статуса у америчкој савезној држави Тексас.

## Демографија
По попису из 2010. године број становника је 582, што је 34 (6,2%) становника више него 2000. године.
| Група             | 2000.       | 2010.       |
| Белци             | 28 (5,1%)   | 25 (4,3%)   |
| Афроамериканци    | 3 (0,5%)    | 1 (0,2%)    |
| Азијати           | 2 (0,4%)    | 0 (0,0%)    |
| Хиспаноамериканци | 511 (93,2%) | 556 (95,5%) |
| Укупно            | 548         | 582         |